# Liste der Ionisationsmethoden in der Massenspektrometrie
Diese Liste der Ionisationsmethoden in der Massenspektrometrie listet alle gebräuchlichen Methoden der Ionisation von Molekülen in der Massenspektrometrie auf. Gebräuchlich sind hier die in Klammer angegebenen Abkürzungen zu benutzen. Dabei wird diese häufig mit dem dazugehörigen Gerätetyp kombiniert (z. B. MALDI-TOF).
Atmosphärendruck-Methoden: 
- Elektrospray-Ionisation (ESI)
- Desorptions Elektrospray (DESI)
- Desorption Chemische Ionisation bei Atmosphärendruck (DAPCI)
- Chemische Ionisation bei Atmosphärendruck (APCI)
- Photoionisation bei Atmosphärendruck (APPI)
- Laserionisation bei Atmosphärendruck (APLI)
- Ionisation durch induktiv gekoppeltes Plasma (ICP)
- Direct Analysis in Real Time (DART)
- Dielektrisch behinderte Entladung (DBDI)
- Low Temperature Plasma (LTP)
- Soft Ionization by Chemical Reaction In Transfer (SICRIT)

Niederdruck-Methoden: 
- Elektronenstoßionisation (EI)
- Chemische Ionisation (CI)
- Matrix-unterstützte Laser-Desorption/Ionisation (MALDI)
- Fast Atom Bombardment (FAB)
- Felddesorption (FD)
- Feldionisation (FI)
- Photoionisation (PI)
- Sekundärionen (SI)